# 8
8 (VII) var ett skottår som började en söndag (eller möjligen ett normalår som började en måndag) i den julianska kalendern (se skottårsfelet i den julianska kalendern för mer information).

## Händelser

### Augusti
- 3 augusti – Den romerske generalen Tiberius besegrar dalmatierna vid floden Bathinus.

### Okänt datum
- Den romerske poeten Ovidius förvisas till Svarta havet nära Tomis (nuvarande Constanța); hans Ars amatoria innehåller det första omnämnandet av Ludus Duodecim Scriptorum.
- Vipsania Julia landsförvisas.
- Marcus Furius Camillus och Sextus Nonius Quinctilianus blir konsuler i Rom.
- Tincomarus, avsatt kung över atrebaterna, flyr från Britannien och beger sig till Rom; Eppillus blir kung.
- Vonones I blir kung av Parterriket.
- Chushieran i den kinesiska Handynastin börjar.
- Papper uppfinns i Kina och används först av militären.

## Avlidna
- Marcus Valerius Messalla Corvinus, romersk general